# Weißer Federmohn
Der Weiße Federmohn (Macleaya cordata (Willd.) R.Br., Syn.: Bocconia cordata Willd.) ist eine Pflanzenart in der Gattung Federmohn (Macleaya) innerhalb der Familie der Mohngewächse (Papaveraceae).

## Beschreibung

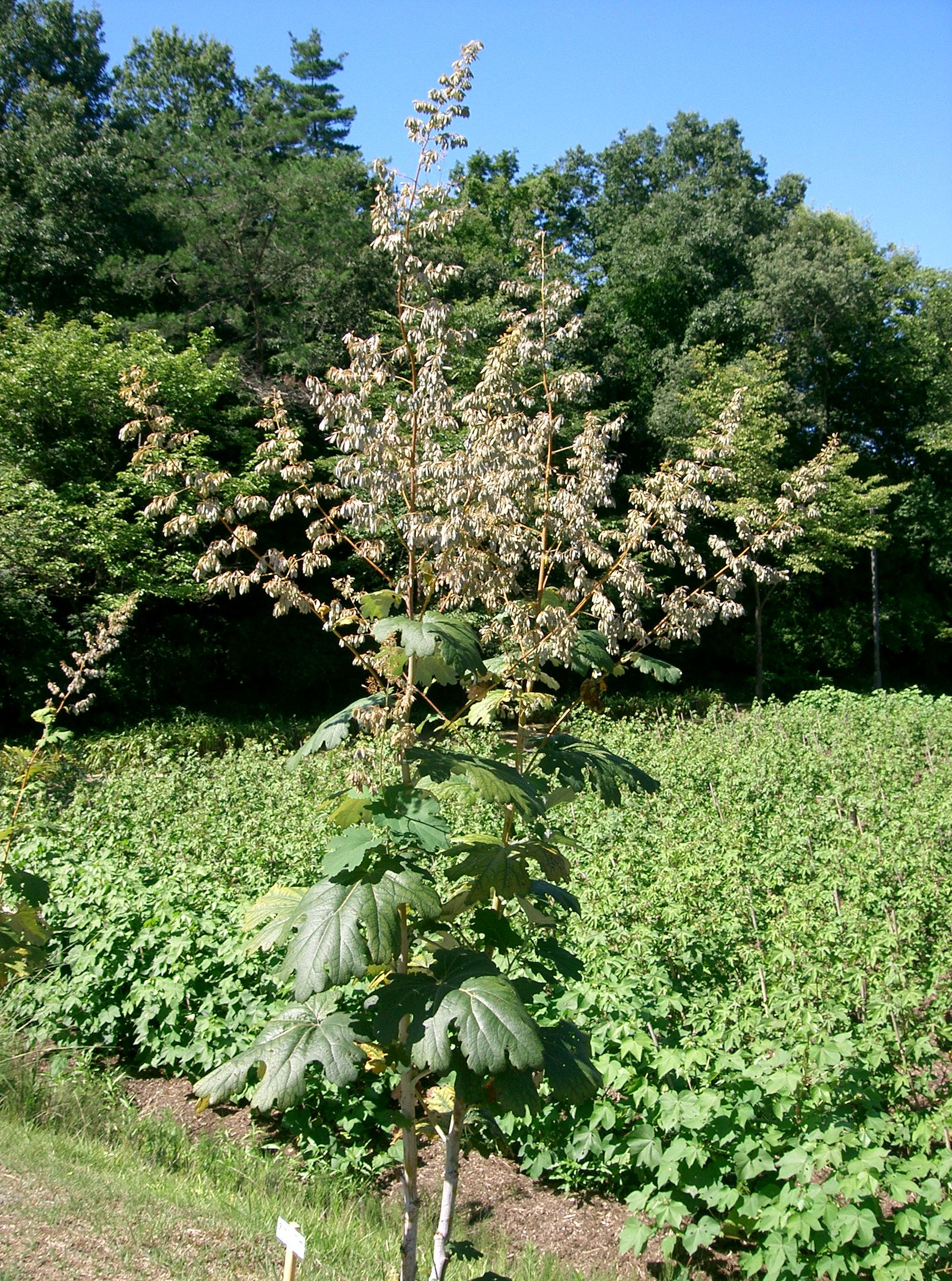
Habitus

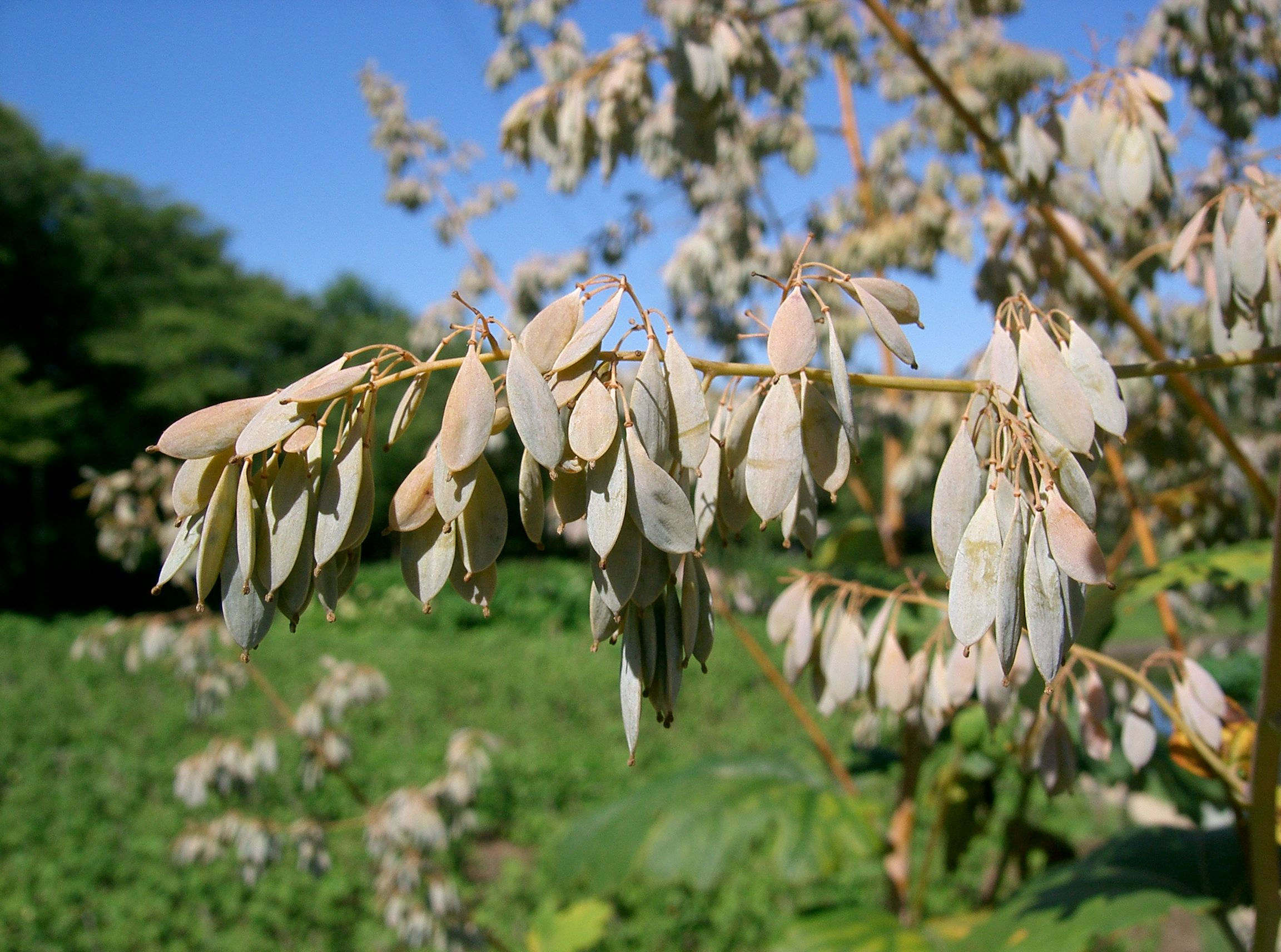
Früchte

### Vegetative Merkmale
Der Weiße Federmohn wächst als ausdauernde krautige Pflanze, die Wuchshöhen von bis zu 250 Zentimetern erreicht. Sie bildet unterirdische Rhizome. Der kräftige Stängel ist blaugrau bereift und enthält bräunlichen, giftigen Milchsaft. Die wechselständig angeordneten Laubblätter sind in Blattstiel und Blattspreite gegliedert. Der Blattstiel ist 2 bis 15, selten bis zu 20 Zentimeter lang. Die blaugrüne Blattspreite ist bei einer Länge und Breite von 10 bis 30 Zentimeter im Umriss rundlich-herzförmig, tief eingeschnitten, sieben- bis neunlappig.

### Generative Merkmale
Die Blütezeit liegt in den Sommermonaten (Juli bis August). Die großen, federartigen, rispigen Blütenstände enthalten viele Blüten. Die Blütenstiele sind 4 bis 10 Millimeter lang.
Die winzigen Blüten sind zwittrig. Es sind nur zwei schmutzig-weiße bis korallenrosafarbene Kelchblätter vorhanden, die 5 bis 10 mm lang sind. Kronblätter fehlen. Es sind acht bis 30 Staubblätter vorhanden. Der kurze Griffel endet in einer zweilappigen Narbe.
Die glatte, 15 bis 20 Millimeter große, zweifächerige Kapselfrucht enthält nur wenige dunkelbraune Samen.
Die Chromosomenzahl beträgt 2n = 20. seltener 10.

## Vorkommen
Der Weiße Federmohn stammt ursprünglich aus Gemäßigten Gebieten von China bis Japan.

## Taxonomie
Die Erstveröffentlichung erfolgte 1799 unter dem Namen (Basionym) Bocconia cordata durch Carl Ludwig Willdenow in Species Plantarum, 4. Auflage, Tomus II, S. 841. Die Neukombination zu Macleaya cordata (Willd.) R.Br. wurde 1826 durch Robert Brown in Narrative of Travels and Discoveries in Nothern and Central Africa app., S. 218 veröffentlicht. Weitere Synonyme für Macleaya cordata (Willd.) R.Br. sind: Bocconia jedoensis Carrière, Marzaria cordata (Willd.) Raf., Macleaya jedoensis (Carrière) André.

## Giftigkeit
Der Weiße Federmohn ist in allen Pflanzenteilen giftig. Hauptwirkstoffe sind vermutlich Isochinolin-Alkaloide, besonders Protopin, Berberin und Allocryptopin.

## Nutzung
Der Weiße Federmohn wird medizinisch und als Pflanzenschutzmittel genutzt.
In den gemäßigten Gebieten der Welt wird der Weiße Federmohn als Zierpflanze für Parks und Gärten verwendet und kann verwildern. Der Weiße Federmohn ist auf Freiflächen und am Gehölzrand an sonniger bis halbschattiger Stelle anzutreffen und winterhart.